# グリフォン

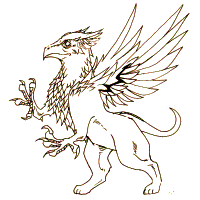
グリフォン

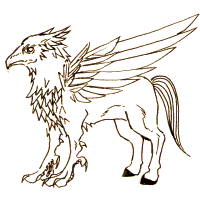
ヒッポグリフ

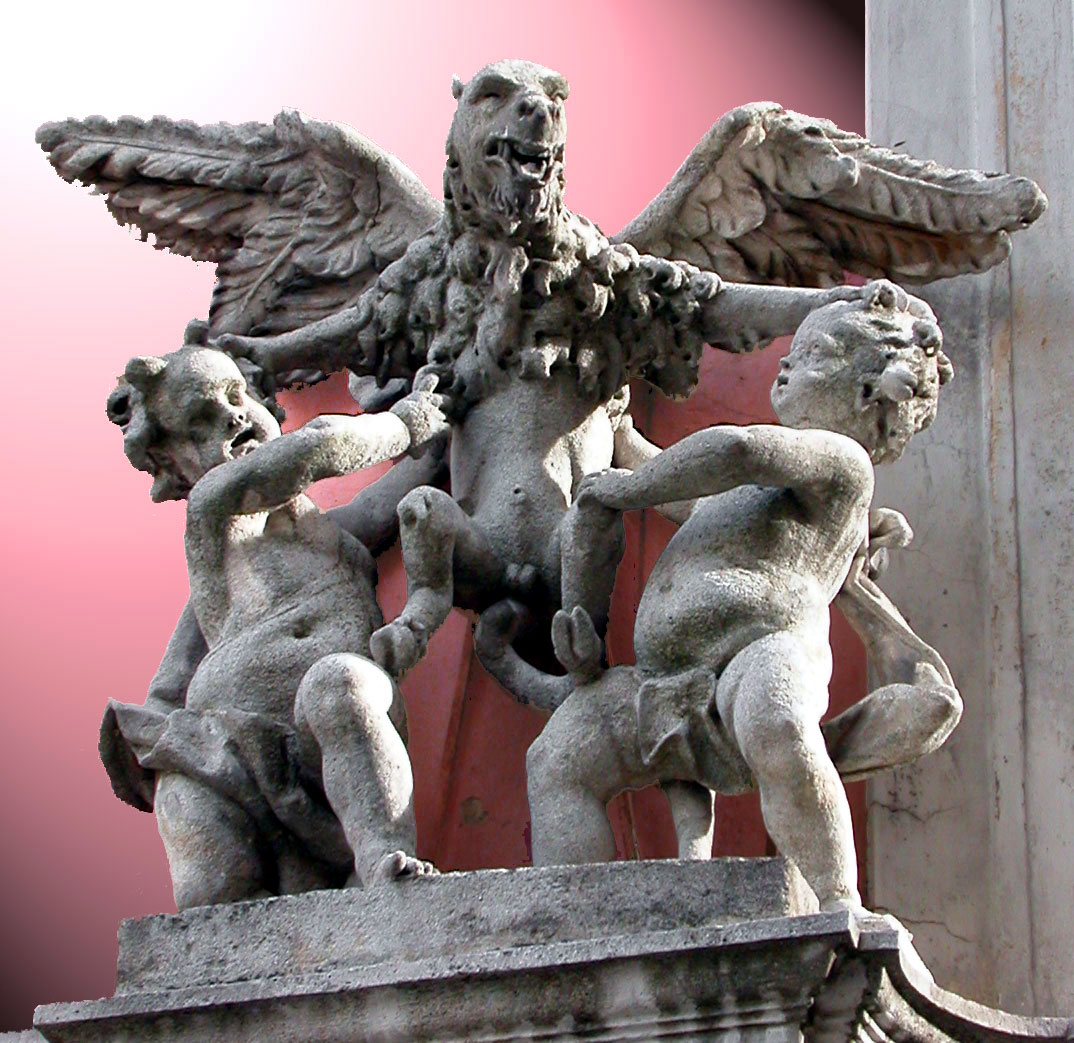

グリフォン（フランス語: griffon, gryphon）、グリフィン（英語: griffin）、グライフ（ドイツ語: Greif）、グリュプス（グリュープス、ラテン語: gryps,grȳpus, ギリシア語: γρύψ）は、鷲（あるいは鷹）の翼と上半身、ライオンの下半身をもつ伝説上の生物。

## 概要
語源は古代ギリシア語のグリュプス(γρυψ)で、「曲がった嘴」の意味。古くから多くの物語に登場しており、伝説の生物としての歴史は古い。
古くはヘーロドトスの『歴史』やアイスキュロスの悲劇（前5世紀中葉）が、アリステアース（前7世紀）による中央アジア北部の地誌を残しており、これによれば黄金を集めるグリュプスと言う禽獣と、その黄金を略奪する単眼族のアリマスポイ人との抗争があるとされる。
ただこれら古い文献ではグリュプスは嘴を持つが「犬」だとも形容されていて、あるいは翼を持たなかった動物ではなかったか、との推察がある。しかし後、大プリーニウス（1世紀）において、グリフォンは有翼で長耳だと初めて明記された。ただし同時代のテュアナのアポローニオスによれば、グリフォンは真正の鳥翼は持たず、足指間の膜によって、ごく近距離の跳躍が可能なのだとする。
またグリュプスは旧インドの北部にいるとクテーシアースは述べており、また、ヘーロドトスも知るインドの巨大蟻が黄金を集める伝承も、グリフォンの伝説に混合していると考察されている。
アイリアーノス（3世紀没）の記述における脚色以降は、概して新たな材料の追加はなく、その後の西洋のグリフォン伝説は主に古典の取捨選択に過ぎないとされるが、グリフォンがその巣にメノウや石を置くという伝説は後発的なものである。
イラン神話では、鷲獅子を意味する Shirdal という名で登場し、紀元前3千年紀初期頃のスーサ製シリンダーの封印にも見られる。その後も、古代イラン芸術、古代ギリシア芸術や、その後の中世の紋章など、多くの芸術でモチーフとされている。

## 形態
鷲の部分は金色で、ライオンの部分はキリストの人性を表した白であるともいう。コーカサス山中に住み、鋭い鈎爪で牛や馬をまとめて数頭掴んで飛べたという。紋章学では、グリフォンは黄金を発見し守るという言い伝えから、「知識」を象徴する図像として用いられ、また、鳥の王・獣の王が合体しているため、「王家」の象徴としてももてはやされた。
グリフォンと雌馬の間に生まれた、鷹の上半身に馬の下半身をもつ生物は、ヒッポグリフ(hippogriff)と呼ばれる。
多くの描写では足は鳥のような鉤爪であるが、古い絵ではライオンの前肢の物もある。紋章学では、これにラクダのような長い首と尻尾を持つものを Opinicus と呼ぶ。

## 役目
グリフォンには重要な役目が幾つかある。
まずは、ゼウスやアポローン等の天上の神々の車を引くことであるが、ギリシア神話の女神ネメシスの車を引くグリフォンは、ほかのグリフォンと違い身体も翼も漆黒である。馬を目の敵にしており、馬を喰うと言われるが、これは同じ戦車を引く役目を持つ馬をライバル視しているためである。そこから不可能なことを表すのに「グリフォンと馬を交配させるようなもの」という言葉が生まれたが、それをヒントに生み出されたのが前述のヒッポグリフである（このため、グリフォンが殺すのは牡馬だけであり、牝馬は殺さず犯して仔を産ませるとする伝承もある）。また、神話ではオーケアノスの乗り物とされる。
さらに、黄金を守る、あるいは、ディオニューソスのクラーテール（酒甕）を守る役目もあるとされる。自身が守る黄金を求める人間を引き裂くといわれている。その地は北方のヒュペルボレイオイ人の国とアリマスポイ人の地の国にあるリーパイオス山脈とされるが、エチオピア、インドの砂漠（現在ではパキスタン近辺か）などの異説もある。

## 古代ギリシア・ローマの伝承
前述のようにヘーロドトスは『歴史』（前5世紀）の中で翼のある怪物としてグリフォンに触れ、プリーニウスは『博物誌』（紀元1世紀）の中ですでに伝説の生物として語っている。

### ヘーロドトス等
ヘーロドトスは、スキュティア人より以北のアルギッパイオイ（ウラル山脈の居住部族と同定）の東に住むイッセードネス人を情報源とするが、必ずしも信頼していない。その（イッセードネス人）によれば彼らの奥地にはアリマスポイという隻眼の部族が、そしてさらに奥地（北の果て）には黄金を守る怪鳥グリフォン（グリュプス）が住むとされていた。またアリマスポイという部族は、黄金を求めてグリュプスのところへ奪いに行くのだとも伝わっていた。
ヘーロドトス『歴史』の当該箇所（中央アジア北部一帯）の情報源となったのは、前7世紀に地域を訪れたプロコンネーソスのアリステアースという人物の詩（逸失）である。

### インド産のグリフォンと採掘蟻
一方、クテーシアースはグリフォンをインドに棲息するとしており、嘴を持った、四足の鳥類だとする。
ヘーロドトスは、インドにはカシミール地方に黄金を集める蟻種がいると記しているが、これは黄金を集めるグリフォン伝説の亜流か転訛版だとする学説がみられる。後のプリーニウスによるグリフォン伝もインドの採掘蟻の伝承の影響がみられ、さらに後のアイリアーノスもグリフォンにインドの採掘蟻の属性を習合させたと見られている。

### プリーニウス以降
プリーニウス（『博物誌』、1世紀）は、グリフォンが有翼かつ長耳を持つと、文献史上初の明記をしている。また、ペーガススはスキュティア産、グリュプスはアエティオピア（アフリカ）産としている。
ほぼ同時代のテュアナのアポローニオスもグリフォンについて語ったとその伝記に伝えられているが、それによればグリフォンは獅子ほどの大きさで、鳥のようなきちんとした翼は持たず、足に"赤色の皮膜"がついていて、これが回転してごく短い飛翔を可能にするのだという。
ポンポーニウス・メラ （紀元43年頃）も地理誌の第2巻第6章において、いわゆるリーパエイー山脈に接する地方の事項としてその地方に産する黄金を欲するグリフォンについて述べている。
アイリアーノス（前出、クラウディオス・アイリアーノス、紀元235没）は、幾つかの脚色を加えているが、例えばグリフォンは風評によれば"背に黒い羽根を負い、胸は赤く、翼は白い"としている。このアイリアーノスを最後に、真新しい情報が加わることはほぼ無く、その後の著書（中世ヨーロッパのものも）は、アイリアーノスまでの古典情報を取捨選択して編んだにすぎないとされる。ただ例外的につけたされた後世の伝承は、グリフォンとその「メノウの卵」に関する事案だという（後述）。

## 中世ヨーロッパの伝承
グリフォンの巣は黄金で出来ており、卵の代わりに瑪瑙（メノウ）を産むとも考えられた。瑪瑙を巣に置くという記述は、アルベルトゥス・マグヌス（1280年没）の『動物について』第23巻"グリフェ"（複数形：Grifes）の項に見られ、某著者によれば
"この鳥は鷲石(echytem)あるいはメノウ(gagatem)を卵と一緒に置き"、温度の調整をして生殖力を伸ばしているのだという。

### キリスト教義
神学者のセビーリャのイシドールス（636年没）は、グリフォンについて『語源』において

"グリュフェ（複数形：Gryphes）どもは、有翼の四足動物ゆえにそう呼ばれている。この種の野獣はヒュペルボレイオスの山脈に見られる。胴体の全ては獅子で、翼と頭は鷲のようであり、馬にとって獰猛な敵である。さらには人間もずたずたに引き裂く"
と述べているが、キリスト教の寓意的解釈はしておらず、博物学的に「狩猟動物」の一種に分類しているのみである。
ダンテの『神曲』（1321年頃成立）ではグリフォンが凱旋車を曳く場面があるが（「煉獄篇」第29曲）、その注釈によれば、グリフォンは飛ぶ鳥と歩む獣の合成獣であるため、グリフォンは天性（神性）と人間性を併せ持つキリストの具象であると多くのダンテ解説者からみなされている。若干の異論として、グリフォンは実は「教会」またはローマ教皇のシンボルであるとディドロンは主張している。
ランツベルクのヘルラートの写本（『楽しみの庭』、1185年頃成立）をみれば、二色の鳥類グリフォンが「教会」の象徴なのは明らかである、とディドロンは述べており、自説の根拠としている。

### 爪、卵、羽
中世ヨーロッパでは、グリフォンの爪、卵、羽と称する物が貴重品として愛でられた例が数々あるが、実際には異国の動物などより得られた贋物であった。グリフォンの卵とされるものは、ダチョウの卵や、稀な例では恐竜の卵の化石であった。羽は、ラフィアヤシの繊維でこしらえた工芸品を着色したものも使われた。爪は飲むための杯に加工された（また、卵も杯として使われたと紋章学の著作に見える）。
グリフォンの爪の例は幾つかあり、極大であったともされる。 聖カスバートが爪や卵を得たという逸話があり、1383年付の、その聖遺物匣の内容一覧（インベントリー）を見るとグリフォンの爪2本、羽2本と記載される。現存する、長さ2フィート (61 cm)程の「爪」は、アイベックスの角であると鑑定されている。
伝説では、グリフォンの爪は杯に加工されてカスバートへの献辞がなされたという 。上述したように、実際の話として、グリフォンの爪は多くの場合ゴブレット（酒杯、角杯）に加工された。その一例が、伝・シャルルマーニュ所有のグリフォンの爪で、サン＝ドニ大聖堂所蔵だったが、革命後に一旦失われた後、現在はフランス国立図書館に保管されている。実際は牛の一種の角とみられる。猟禽の爪足をかたどった金箔の銅製のスタンドの上にマウントされている。また、シャルル大帝の旧都エクス・ラ・シャペル（現今のドイツ・アーヘン市）に在するコルネルミュンスター修道院 には、伝・コルネーリウス所蔵のグリフォンの爪が存在するが、アジア水牛の角製とみられる。

### 図像学
12世紀頃までにはグリフォンの外見についての認識が定まりつつあり、"体幹の部分はすべて獅子似、翼と面は鷲似"が定着した。
前述のアルベルトゥス（13世紀）によれば、前足には鷲状の長爪、後ろ足に獅子状の重い爪をもつ。生息地の住民は短いほうの爪を飲む杯に利用するとしている。

### 地誌
14世紀には、架空の人物であるジョン・マンデヴィルによって書かれたとされる『旅行記』（東方旅行記、東方諸国旅行記）によって詳細な描写がなされた（第85章）。

## 近世

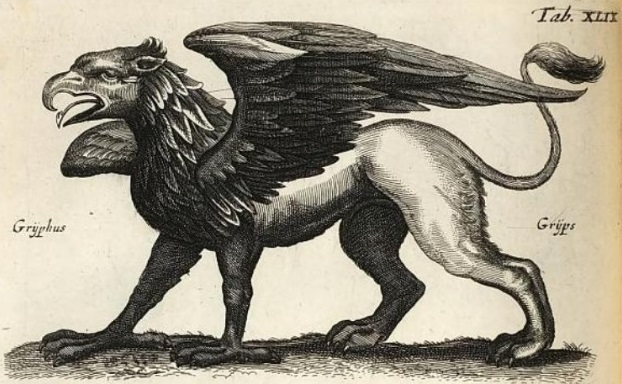
グリフォン—ヨンストン『鳥獣虫魚図譜』（オランダ訳、1660年）

ヨハネス・ヨンストンの『鳥獣虫魚図譜』（原書ラテン語、1650年。オランダ訳、1660年）にグリフォンの図(gryps, gryphus)が掲載される。オランダ訳本では、第一部の「四足動物自然誌」と第三部の「鳥類自然誌」に、つごう2回、グリフォンの銅版画が掲載されており、「鳥」の部のほうにオランダ語で"Griffoen[en]"についての説明文が載る。
同書によればグリフォンは"四足で、鷲（オランダ語: Arent>arend）のような頭部、翼、くちばし、足をもち、後部はライオンのよう"とあり、すなわち前足は猛禽類のようだとしている（右図参照）。また、グリフォンは"その掘り出した黄金でつくった巣に二個の卵を産むが、鷲の卵より硬く、厚く、乾いている"、とする。
この蘭訳本は、8代将軍吉宗に献上されており、内容を野呂元丈が抄訳しているが、グリフォンについても述べられている。すなわちオランダ人の説明に拠れば、グリフォンは「ゲレイヒプホウゴル」(Grijp-Vogel)とも称し、これは「つかむ」と「鳥」の意味の複合語であるとする。

## 後世の民間伝承
グリフォンの羽は盲目を治癒するとされるが、その原典は、イタリアの民話に見られ、これは「歌う骨」の話群（AT 780型）に分類される話例である。スコットランドのバラッド「二人の姉妹」（チャイルド・バラッドの10番）の類話としても研究されている。ただし、このイタリア民話には異本が複数あり、盲目を治癒するのは必ずしもグリフォンの羽根ではない（例：クジャクの羽根）。

## 紋章学
グリフォンは、様々な紋章や意匠に利用されている。

クリミア共和国の国章
ポメラニアとポーランドの西ポモージェ県の紋章
ドイツのグライフスヴァルトの市章
ポーランドのグリフ家の紋章

## 現代
現代ではエンターテインメントやフィクション作品の中に見られるようになり、『ナルニア国物語』ではナルニアの兵士として登場し、『ハリー・ポッターシリーズ』では、主人公の所属する寮であるグリフィンドールなどの名前及び紋章に使用されている。